# Microsoft Lumia 735
El Microsoft Lumia 735 es un smartphone fabricado principalmente por Nokia a finales de la venta de móviles por parte de este a Microsoft, quien cambió el nombre original del teléfono de Nokia a Microsoft Lumia 735, aunque tiene las mismas características pero con 16GB de almacenamiento interno, exclusivo de Verizon. Este teléfono se caracteriza por poseer una cámara frontal de 5 megapíxeles, el cual también es conocido como el Nokia Selfie. El teléfono también se considera una variante del Lumia 730.

## Características
Posee una pantalla de 4,7" con tecnología AMOLED y ClearBlack. Una densidad de 316ppi. Tiene una resolución de 720x1280p (HD) y está protegido por Corning Gorila Glass 3. Tiene una frecuencia de actualización de hasta 60Hz. Incluye la tecnología de táctil super-sensible y su cuerpo es de policarbonato de color sólido con carcasa intercambiable. Cuenta con una cámara principal de 6,7 megapíxeles con flash led y grabación Full HD incluyendo óptica Carl Zeiss. Su cámara frontal alcanza los 5 mpx con gran angular (24mm) y una resolución Full HD. Es la variante del Lumia 730 pero con 4G LTE. Forma parte de la tercera generación de la gama Lumia. Finalmente, cuenta con un Snapdragon 400 de cuatro núcleos a 1,2GHz, 1GB de memoria RAM y 16 GB de almacenamiento (8 GB para la versión de Nokia).

## Software
Su sistema operativo es Windows Phone 8.1 Update con Lumia Denim y tiene posibilidad de actualizar a Windows 10 Mobile. Debido a limitaciones de hardware, no es compatible oficialmente con Continuum, ya que el límite de procesador es Qualcomm Snapdragon 617 y este teléfono tiene Snapdragon 400.